# Almonacid del Marquesado
Almonacid del Marquesado é um município da Espanha, na província de Cuenca, comunidade autônoma de Castela-Mancha. Tem 47,3 km² de área e em 2021 tinha 440 habitantes (densidade: 9,3 hab./km²). Limita com os municípios de Almendros, Puebla de Almenara, Saelices e Villarejo de Fuentes.